# Angelo Foletto
Angelo Foletto (Pieve di Ledro, 20 agosto 1949) è un critico musicale, musicologo, archivista, docente e conduttore radiofonico italiano.

## Biografia
Laureato in lettere moderne all'Università degli Studi di Milano con una tesi su Stiffelio e Aroldo di Giuseppe Verdi, ha studiato anche al Conservatorio di Musica G. Verdi.
Ha iniziato a scrivere su Discoteca Hi-Fi, Musica e Musica viva, dopo aver lavorato all'archivio musicale dell'Angelicum, del Teatro alla Scala, della Casa Musicale Sonzogno.
Dal 1981 al 2006 ha insegnato Storia della musica al Conservatorio di Verona, Piacenza e Milano.
Ha tenuto i seminari “Scrivere di musica” alla Scuola Holden di Torino.
Giornalista professionista dal 1980, collaboratore e critico musicale di La Repubblica dal 1978, ha partecipato all'ideazione delle collane di musica classica del Gruppo l'Espresso e firmato numerosi testi di accompagnamento alle relative pubblicazione audio-video.
Vicedirettore per dieci anni di Musica Viva, scrive dalla fondazione su Suonare News, e collabora a Classic Voice, Amadeus, il Giornale della musica, altre riviste specializzate, e il quotidiano l'Adige.
Autore di programmi di sala, tiene conferenze e seminari, firma voci musicali per enciclopedie, collabora con Rai3, RaiSat, Classica+, Radiotre, Mediaset, Radiotelevisione della Svizzera Italiana, Radiopopolare e la Compagnia di Glauco Mauri.
Ha ideato e condotto i programmi radiofonici Interpreti mozartiani a confronto (1991) e Musicasette (1995-96).
Collaboratore del Coro della SAT di Trento, sia come componente della commissione artistica della Fondazione Coro della SAT, sia come autore di pubblicazioni sul canto popolare e di introduzioni critiche ai Canzonieri di recente pubblicazione.
Dal 1998 al 2004 ha realizzato le presentazioni dei programmi della Filarmonica della Scala per “Domenica in concerto” (Rete 4) e altri speciali per Mediaset.
Nel 1999 ha ideato per gli Amici della Scala, “Prima delle prime”, presentazione-dibattito delle opere scaligere.
Dal 2004 collabora con Roberto Furcht per la stagione di concerti “Kawai a Ledro” (Ledro-Trento).
Attualmente è sposato con Anelide Nascimbene, docente di Storia della Musica al Conservatorio Giuseppe Verdi di Milano.

## Scritti principali
- La voce come strumento, Milano, Arnoldo Mondadori Editore, 1981,
- Lohengrin alla Scala. Origine e tradizione della scenografia wagneriana, Milano, Edizioni della Scala, 1982
- Carmen, guida all'opera, Milano, Arnoldo Mondadori Editore, 1984
- Carlo Maria Giulini, Milano , Edizioni San Paolo, 1997
- Forse, verso un autoritratto - Daniele Lombardi, Firenze, Nardini Editore, 2012

## Altre pubblicazioni
Ha diretto l'enciclopedia a dispense “Classica”. I musicisti. Le opere. La società, 1985, Fabbri Editori;  ha curato il volume Il coro del teatro alla Scala (1988, Amici della Scala), l'edizione italiana di Verdi. La musica e il dramma (1995, Electa/Gallimard), le schede musicali per Il mio Verdi (2001, Edizioni Socrates; ristampa ampliata 2013, Castelvecchio), l'introduzione-prefazione ai volumi Carmen, Madama Butterfly e Rigoletto e Italiana in Algeri di-e-con Davide Pizzigoni (2000-2007, Electa/Mondadori), i volumi fotografici Così fan tutte e Italiana in Algeri (2010-2011, Scala Memories), Forse. Verso un autoritratto-Daniele Lombardi (2013, Nardini).

## Incarichi
Dal 1996 è presidente dell'Associazione nazionale critici musicali.
Dal 2006 è presidente degli Amici della Galleria d'Arte Moderna di Milano (Villa Reale (Milano).
Dal 2011 è presidente dell'Associazione Culturale "Achille Foletto" di Ledro, fraz. Pieve di Ledro.